# Albany (fiume)
Il fiume Albany (in inglese Albany River) è un fiume canadese del nord dell'Ontario.
Ha una lunghezza di 980 km (è il più lungo fiume dell'Ontario), e un bacino idrografico di 135.200 km². È navigabile per circa 400 km. Nasce dal lago St. Joseph. La sua portata media è di 1.370 m³/s. Sfocia nella Baia di James.

## Affluenti
I maggiori affluenti sono:
- il fiume Cat
- il fiume Kenogami
- il fiume Ogoki
- il fiume Drowning